# Jim Bell
James Dalton Bel, más conocido como Jim Bell (1958), es un promotor estadounidense del criptoanarquismo, quien a mediados de 1995 publicó el ensayo "Assassination Politics" que propuso un sistema de incentivos para liquidar funcionarios de gobierno.
De 1997 a marzo de 2012 vivió un período de encarcelamientos y libertad condicional, tras una investigación del Servicio de Impuestos Internos, que en ocasiones es vista como persecución política con motivo de su publicación. La revista Wired ha descrito a Bell como "uno de los ensayistas más famosos del Internet" y como "el cripto-convicto más notorio del mundo."

## Biografía
Bell nació en Akron, Ohio y cursó la universidad en el MIT, donde obtuvo el grado de químico. Después de completar sus estudios trabajó para Intel como ingeniero eléctrico antes de fundar su propia compañía en 1982, llamada SamiDisk Systems. Diez años después, cuando su empresa cerró, Bell admitió haber desarrollado fobia hacia todos los temas relacionados con las finanzas e impuestos. Había sido miembro del Partido Libertario y se describía a sí mismo como un anarcolibertario.

### Publicación del ensayo y problemas legales
De 1995 hasta principios de 1996, Bell escribió un ensayo llamado "Assasination Politics", en el que describía la idea de usar firmas digitales a través de correo electrónico para crear un mercado de asesinato, prediciendo así la muerte de empleados de gobierno. Esto permitiría que se crearan incentivos para que la gente asesinara a funcionarios corruptos del gobierno, ofreciendo una recompensa que habría de ser reclamada por alguien que quisiera predecir la muerte de un burócrata. Si dicho individuo muriese alrededor de la fecha establecida, el apostador más certero se llevaría todo el dinero. Descrito por Wired como "una mezcla de encriptación, anonimidad  y dinero digital para acabar con todas las formas de gobierno", el ensayo fue nominado en 1998 para un premio Chrysler por la innovación en diseño.
Aunque la Corte Suprema de los Estados Unidos estableció que llamar a la violencia contra funcionarios del gobierno, en ausencia de una incitación a actos ilegales inmediatos, está protegido por la Primera Enmienda, la publicación del ensayo puso a Bell bajo el escrutinio del FBI en 1995. El ensayo, por otro lado, atrajo el interés de teóricos antes y después de los problemas legales a los que se vio sujeto el autor. El economista libertario Bob Murphy criticó que el plan para crear un mercado de asesinato de políticos era al mismo tiempo irrealizable en términos tecnológicos, así como ideológicamente repudiable desde una perspectiva anarcocapitalista (el criptoanarquismo es una forma de anarcocapitalismo).
El 13 de marzo de 2012 Jim Bell fue liberado.